# حسن محمد (مؤرخ)
حسن محمد (بالملايوية: Hassan Muhammad)‏ هو مؤرخ ماليزي، ولد في 22 أبريل 1930 في سيغمات في ماليزيا، وتوفي في 15 مايو 1993 في جوهر بهرو في ماليزيا.